# 中津市指定文化財一覧
中津市指定文化財一覧（なかつししていぶんかざいいちらん）は、大分県中津市が指定（または登録、選択、選定）した文化財の一覧である。

## 有形文化財

### 建造物
- 生田家門及び井戸（三ノ丁）

### 建造物（石造）
- 石幢（寺町）
- 一石五輪塔（三光西秣 長谷寺）
- 香紫庵宝塔（三光西秣 長谷寺）
- 長谷寺国東塔（三光西秣 長谷寺）
- 熊野権現宝塔（三光西秣 長谷寺）
- 堀田平石塔群（三光西秣 長谷寺）
- キリシタン墓（三光原口）
- 泰源寺橋（三光西秣）
- 枌宝塔（本耶馬渓町今行）
- 僧了海の真蹟（本耶馬渓町跡田 葉山神社）
- 雲谷寺の宝篋印塔（本耶馬渓町西谷）
- 屋成家墓地石塔群（本耶馬渓町東屋形）
- 石造地蔵菩薩像（本耶馬渓町樋田）
- 今行国東塔（本耶馬渓町今行鳥越）
- 今行宝塔（本耶馬渓町今行鳥越 ）
- 久福寺門前宝塔（耶馬溪町大字平田 巌洞山久福寺）
- 尾園板碑（耶馬溪町大字三尾母）
- 中尾邸五重塔（耶馬溪町大字三尾母）
- 中尾邸三重塔（耶馬溪町大字三尾母）
- 中村邸宝塔（耶馬溪町大字戸原）
- 正平寺宝塔一号（耶馬溪町大字中畑 桧原山正平寺）
- 正平寺宝塔二号（耶馬溪町大字中畑 桧原山正平寺）
- 千人塚両面板碑（耶馬溪町大字戸原）
- 下長谷五輪塔（耶馬溪町大字山移）
- 相良邸宝篋印塔（耶馬溪町大字山移）
- 薬師堂異形宝篋印塔（耶馬溪町大字山移）
- 原井石塔群（耶馬溪町大字山移）
- 椋権現宝塔（耶馬溪町大字大島）
- 甲屋敷石塔（耶馬溪町大字大島）
- 御祖神社宝塔（耶馬溪町大字金吉）
- 飛瀬宝篋印塔（耶馬溪町大字金吉）
- 勝宮守及び子戸自売の墓（耶馬溪町大字平田 巌洞山久福寺）
- 奥邸五輪の塔（耶馬溪町大字大島）
- 馬溪橋（耶馬溪町大字金吉）
- 五輪塔 二基（山国町長尾野）
- 宝塔 一基（山国町守実）
- 石幢（山国町守実）

### 建造物（木造）
- 大江医家屋敷（鷹匠町）
- 山門（浦町）
- 亀岡八幡宮本殿（山国町中摩）
- 新宮神社本殿（山国町草本）
- 薦神社呉橋（大字大貞 薦神社）
- 旧宇野屋住宅（諸町）

### 歴史資料
- 白石照山の墓 附記念碑（大字角木）
- 独立自尊之碑（二ノ丁）
- 奥平関係資料（二ノ丁）
- お水道の石樋（殿町）
- 村上医家関係資料（諸町）
- 蘭語訳撰（片端町）
- 根来東叔の「人身連骨真形図」（諸町）
- 華岡青洲画像（鷹匠町）
- 旧辛島医家関係資料（殿町）
- 中津城下絵図（殿町）
- 豊前國中津勝景之図（殿町）
- 正行寺扁額（奥平昌高書）（永添 正行寺）
- 野中文書（金谷西堀端）

### 考古資料
- 土偶二躰（高畑）

### 典籍
- 雲西寺の経堂・経典（本耶馬渓町落合 雲西寺）

### 絵画
- 光円寺格子天井の書画（耶馬溪町大字金吉 松栄山光円寺）
- 天満宮縁起絵巻（山国町平小野 菅原神社）

### 彫刻
- 木造観音菩薩立像（大字蛎瀬）
- 十一面観音立像（本耶馬渓町東屋形）
- 木造吉祥天立像（本耶馬渓町今行 宝福寺）
- 木造菩薩形立像（本耶馬渓町東谷）
- 甲屋敷薬師如来立像（耶馬溪町大字金吉）
- 光円寺格子天井の書画（耶馬溪町大字金吉 松栄山光円寺）
- 木造不動明王立像（山国町中摩）
- 木造毘沙門天立像（山国町中摩）
- 木造観音立像頭部（山国町中摩）
- 木造地蔵像一体（山国町藤野木）
- 聖徳太子坐像（講讃像）（寺町）

### 工芸品
- 翁面と太鼓（姫路町）
- 一節截（ひとよぎり）（京町）
- 徳永家槍（大笹穂）（大字大新田）
- ビワ（琵琶）（本耶馬渓町曽木）
- 阿吽対面（本耶馬渓町曽木）
- 刀（大字合馬）
- 日本刀（本耶馬渓町跡田）
- 刀（本耶馬渓町跡田）

### 書跡
- 進脩館扁額（三ノ丁）
- 耶馬溪真景画版木（殿町）

### 古文書
- 惣町大帳（片端町）
- 中津祇園会記録（下正路）
- 野依文書（大字野依）
- 樋田文書（金谷本町）
- 山崎文書（栄町）
- 伊藤田文書（大字伊藤田）
- 荒瀬井手発端書（片端町）
- 屋形家文書（本耶馬渓町西屋形）

### 種別なし
- 古羅漢磨崖仏 （本耶馬渓町跡田 ）

## 無形民俗文化財
- 鶴市傘鉾神事（大字相原）
- かます餅祭り（大字中殿 貴船神社）
- さいすくい祭り（大字上宮永 貴船神社）
- 豊前国耶馬渓神楽（本耶馬渓町東谷）
- 大野八幡神社やんさ祭（耶馬溪町大字大野 大野八幡神社）
- 岩戸神楽（耶馬溪町大字深耶馬）
- 宮園楽（かっぱ祭り）（耶馬溪町大字宮園 雲八幡神社）
- 白地楽（山国町中摩）
- 小祝番所踊り（小祝）

## 有形民俗文化財
- 高瀬の辻の道標（大字高瀬）
- 織部燈籠（浦町 養寿寺）
- 納涼塚（浦町 養寿寺）
- 中津祇園の鉦（古博多町）

## 史跡
- 岩井崎横穴群（大字伊藤田）
- 相原廃寺（大字相原）
- 大畑城跡（大字加来）
- 中津城（二ノ丁他）
- 烽火台（大字野依）
- 藩校進脩館跡（片端町）
- 皇学校跡（三ノ丁）
- 市学校跡（三ノ丁）
- 村上玄水旧宅（諸町）
- 増田宋太郎生誕の地 附 西南の役中津隊の碑（弓町）
- 小幡篤次郎 小幡英之助 生誕の地（殿町）
- 中上川彦次郎生誕の地（金谷森ノ丁）
- 水島銕也生誕の地（金谷本町）
- 和田豊治生誕の地（鷹部屋）
- 合元寺の赤壁（寺町）
- 福沢家の墓（寺町）
- 雲華上人墓（大字永添）
- 城土遺跡（大字伊藤田）
- 長者屋敷遺跡（大字永添）
- 御船寄（中津市1番地地先）
- 臼木古墳 第一号墳（三光臼木）
- 臼木古墳 第二号墳（三光臼木）
- 臼木古墳 第三号墳（三光臼木）
- 臼木古墳 第四号墳（三光臼木）
- 阿羽羅堂（本耶馬渓町東屋形）
- 代官道路（本耶馬渓町西谷）
- 羅漢寺旧参道（本耶馬渓町跡田 羅漢寺）
- ホキの上古墳（耶馬溪町大字平田）
- 姫塚（耶馬溪町大字戸原口ノ林）
- 大木原普門寺石塔群（耶馬溪町大字山移）
- 後藤又兵衛の墓（耶馬溪町大字金吉）
- 一ツ戸城址 （耶馬溪町大字宮薗一ツ戸）
- 平田（白米）城址（耶馬溪町大字平田）
- 長岩城址（耶馬溪町大字川原口）
- 身代わり不動尊（山国町小屋川）
- 三所権現（山国町守実）
- 中津城おかこい山（鷹匠町、新魚町、三ノ丁）

## 名勝
- 魔林峡（山国町草本）
- 雪舟庭（山国町中摩）

## 天然記念物
- 天満宮の照葉樹林（大字犬丸）
- 長久寺のコジイ林（大字福島）
- サザンカ（三光成恒）
- キンモクセイ（三光成恒）
- 光円寺のしだれ桜（耶馬溪町大字深耶馬 竜求山光円寺）